# Muero por amarte
«Muero por amarte» es una canción interpretada por la cantante y compositora colombiana Naela, incluida en su primer álbum de estudio Naela (2011). Fue lanzada como segundo sencillo del disco en formato audio en YouTube y medios el 21 de marzo. Musicalmente, es un tema de los géneros pop rock y ranchera que habla sobre «lo que una personas sería capaz de hacer por amor»

## Promoción

### Vídeo musical
El vídeo musical de «Muero por amarte» fue dirigido por el colombiano Leo Carreño El vídeo fue grabado en la ciudad de Bogotá. En el (vídeo) muestra una faceta más madura interpretando una historia de amor con diferentes personajes.

## Formatos y remezclas
- Sencillo en CD

| «Muero por amarte» — Sencillo |                                           |          |  |
| N.º                           | Título                                    | Duración |  |
| 1.                            | «Muero por amarte» (Versión original)     | 3:18     |  |
| 2.                            | «Muero por amarte» (Versión electro soka) | 3:08     |  |

## Créditos y personal
- Naela: composición y voz
- Mauricio Rivera: composición
- Carlos Agüera: Producción